# Ulașivka, Tarașcea
Ulașivka (în ucraineană Улашівка) este un sat în comuna Cernîn din raionul Tarașcea, regiunea Kiev, Ucraina.

## Demografie
Componența lingvistică a localității Ulașivka
     Ucraineană (99,6%)
     Alte limbi (0,4%)
Conform recensământului din 2001, majoritatea populației localității Ulașivka era vorbitoare de ucraineană (99,6%), existând în minoritate și vorbitori de alte limbi.